# Shiraia bambusicola
Shiraia bambusicola — вид грибів, що належить до монотипового роду  Shiraia.